# Wu Ziniu
Pour les articles homonymes, voir Wu.
Dans ce nom, le nom de famille, Wu, précède le nom personnel.
Wu Ziniu (né le 3 novembre 1953  à Leshan) est un réalisateur chinois.

## Filmographie partielle
- 1989 : Wan zhong
- 1994 : Huo hu
- 1995 : Ne pleure pas Nanjing (Nan Jing 1937)
- 1999 : Guoge
- 2002 : Yingxiong Zheng Chengong